# Gmina Gornji Milanovac
Gmina Gornji Milanovac (serb. Opština Gornji Milanovac / Општина Горњи Милановац) – gmina w Serbii, w okręgu morawickim. W 2018 roku liczyła 41 492 mieszkańców.